# Le Portier

Le Portier (fr), por vezes referido como Portier Cove ou Mareterra, é uma área residencial e comercial construída no Principado de Mônaco e inaugurado em dezembro de 2024, em território reclamado ao mar..
Faz parte do Quartier tradicional monegasco de Monte Carlo É o 11.º bairro administrativo do principado.
Tem uma extensão de 0,27 km². Com a sua construção, a superfície do Principado de Mônaco passou de 1,97 km² para 2,24 km². A população do novo distrito está prevista em cerca de 3400 habitantes. O projeto orçou em 2000 milhões de euros.
Foi construído entre a zona do Porto de Hércules e a praia de Larvotto, junto ao Fórum Grimaldi e, para além de habitação, está aí prevista a instalação de edifícios administrativos e museus.